# Diecezja Xuzhou
Diecezja Xuzhou (łac. Dioecesis Siuceuvensis, chiń. 天主教徐州教区) – rzymskokatolicka diecezja ze stolicą w Xuzhou w prowincji Jiangsu, w Chińskiej Republice Ludowej. Biskupstwo jest sufraganią archidiecezji nankińskiej.

## Historia
1 lipca 1931 papież Pius XI brewe Ad rei christianae erygował prefekturę apostolską Xuzhou. Dotychczas wierni z tych terenów należeli do wikariatu apostolskiego Nankinu (obecnie archidiecezja nankińska). 18 czerwca 1935 prefekturę podniesiono do rangi wikariatu apostolskiego.
W wyniku reorganizacji chińskich struktur kościelnych dokonanej przez papieża Piusa XII 11 kwietnia 1946 wikariat apostolski Xuzhou podniesiono do rangi diecezji.
Z 1950 pochodzą ostatnie pełne, oficjalne kościelne statystyki. Diecezja Xuzhou liczyła wtedy:
- 93 500 wiernych (2,1% społeczeństwa)
- 49 księży (14 diecezjalnych i 35 zakonnych)
- 45 sióstr i 21 braci zakonnych
- 33 parafie.

Od zwycięstwa komunistów w chińskiej wojnie domowej w 1949 diecezja, podobnie jak cały prześladowany Kościół katolicki w Chinach, nie może normalnie działać. Biskup Philip Côté SI został osadzony w więzieniu w 1951. W 1959 Patriotyczne Stowarzyszenie Katolików Chińskich mianowało swojego biskupa. W 2006 bez zgody papieża odbyła się sakra koadiutora Johna Wanga Renlei, który tym samym popadł w ekskomunikę latae sententiae. Pięć lat później przejął on władzę nad diecezją. Bp Wang Renlei pojednał się ze Stolicą Apostolską, która uznała go za prawowitego ordynariusza na początku 2012.

## Ordynariusze

### Prefekt apostolski
- George Marin SI (1931 - 1935)

### Wikariusz apostolski
- Philip Côté SI (1935 - 1946)

### Biskupi
- Philip Côté SI (1946 - 1970) de facto od 1951 nie miał realnej władzy w diecezji
- sede vacante (być może urząd sprawował biskup(i) Kościoła podziemnego) (1970 - 2012)
- John Wang Renlei (2012[5] - nadal)

### Antybiskupi
Ordynariusze mianowani przez Patriotyczne Stowarzyszenie Katolików Chińskich nieposiadający mandatu papieskiego:
- Thomas Qian Yurong (1959 – 2011)
- John Wang Renlei (2011 - 2012)